# Selaginella neomexicana
Selaginella neomexicana är en mosslummerväxtart som beskrevs av William Ralph Maxon. Selaginella neomexicana ingår i släktet mosslumrar, och familjen mosslummerväxter. Inga underarter finns listade i Catalogue of Life.